# Philaenus arslani
Philaenus arslani is een halfvleugelig insect uit de familie Aphrophoridae. De wetenschappelijke naam van deze soort is voor het eerst geldig gepubliceerd in 1996 door Abdul-Nour & Lahoud.